# Uzbekistan na Letniej Uniwersjadzie 2007
Uzbekistan na Letniej Uniwersjadzie w Bangkoku reprezentowało 12 zawodników. Uzbecy zdobyli 2 medale (1 złoty, 1 brązowy)

## Medale

### Złoto
- Khurshid Nabiev – judo, kategoria poniżej 90 kg

### Brąz
- Farmon Kabulov – judo, kategoria poniżej 81 kg